# Bloc de constitucionalitat
Bloc de constitucionalitat és un terme jurídic d'origen francès en la dècada de 1960 que té una noció diferent de l'espanyola. El significat espanyol és una noció jurisprudencial mentre que el francès es refereix a les regles de valor constitucional seguides per a designar normes situades al nivell constitucional.
En el dret espanyol s'ha emprat com si fóra un grup de normes jurídiques, com una manera d'interpretar el mecanisme de delimitació de les competències a Espanya i com una categoria normativa o grup delimitat de normes. Malgrat aquests usos, no hi ha "elements que permeten determinar amb exactitud quin és el contingut de tal «bloc»".
El significat donat a Colòmbia es refereix a "aquelles normes i principis que, sense aparéixer formalment en l'articular del text constitucional, són emprades com a paràmetres del control de constitucionalitat de les lleis, per quant han sigut normativament integrats a la Constitució, per diverses vies i per mandat de la pròpia Constitució".

## Història
Aparegut en el dret de França, els primers comentaris de la doctrina eren negatius al respecte. Deien que era un terme massa ambigu i poc útil per a ser emprat. Amb el temps, s'arribà a una noció precisa i operativa.
François Luchaire inicialment preferí emprar el terme "bloc de supralegalitat".
En els anys setanta, el Consell Constitucional va emprar el terme "principis fonamentals reconeguts per les lleis de la República" en les seues decisions. En dos decisions dictades el 1979, pareixia que establí dos principis del bloc de constitucionalitat: la separació de poders i la continuïtat dels serveis públics. Des del 1976, va emprar de manera regular l'expressió "principis de valor constitucional".
Des de 1980, es va definir estrictament el bloc de constitucionalitat com els textos constitucionals que són la Constitució francesa de 1958, la Declaració de Drets de l'Home i del Ciutadà de 1789, el Preàmbul de la Constitució de 1946 i les lleis de la República en la mesura que siguen portadores de principis fonamentals.

### Dret espanyol
El terme fou recollit al dret espanyol en els anys vuitanta. Allí, l'evolució de l'ús del terma ha portat a una indeterminació. L'ús del terme no va ser constant ni es referia a la mateixa cosa en la jurisprudència del Tribunal Constitucional d'Espanya.